# Mojtaba Notarki
Mojtaba Notarki (pers. های مجتبی نوترکی, niekiedy Moshtaba Notorki; ur. 23 grudnia 19?? r.) – irański kulturysta. Mistrz świata w kulturystyce.

## Życiorys
Pochodzi z Hamadanu. Studiował na Shahid Bahonar University of Kerman (SBUK), uczelni specjalizującej się w kierunkach związanych z inżynierią.
Członek kadry Trec Team Athletes, przynależny także do prestiżowej Międzynarodowej Federacji Kulturystyki i Fitnessu (IFBB). W sezonie zmagań sportowych masa jego ciała wynosi ponad sto kilogramów. W 2008 startował podczas Mistrzostw Świata w Kulturystyce federacji IFBB; w kategorii wagowej ciężkiej zajął piąte miejsce. Rok później wystąpił na Mistrzostwach Kontynentu Azjatyckiego federacji ABBF. Objął czwartą pozycję wśród zawodników o wadze superciężkiej. W 2012 brał udział w Mistrzostwach Świata WBPF. Odniósł sukces, zajmując pierwsze miejsce na podium w kategorii wagowej superciężkiej. W 2014 w trakcie zawodów IFBB Amateur Olympia Moscow w Rosji zdobył brązowy medal w kategorii 100 kg+. Następnego roku raz jeszcze wystąpił na tych zawodach, w tej samej kategorii; tym razem wywalczył złoto.
Pracuje jako menedżer sportu i trener kulturystyki. Mieszka w rodzimym Hamadanie. Deklaruje się jako osoba biseksualna.